# Velòdrom de Son Taiet
El Velòdrom de Son Taiet (o de Can Massot) era una instal·lació dedicada al ciclisme en pista a l'aire lliure d'Artà (Mallorca, Illes Balears, Espanya), existent entre 1926 i 1941. Va ser la primera pista ciclista existent a la localitat. Fou succeïda més endavant per Sa Pista (1957-1963).
La pista fou inaugurada el 17 d'octubre de 1926. L'esdeveniment més important va ser la celebració del Campionat de Balears de fons de 1932, que a més fou guanyat per l'ídol local Bartomeu Flaquer Carrió. A més va acollir diversos campionats per a principiants, entre moltes altres proves. Va deixar de funcionar després de 1941.
A la pista hi va perdre la vida el corredor Joan Aloy Frau, el 9 de juny de 1929.

## Esdeveniments
- Campionat de Balears de fons: 1932.[2]